# Otis Howard
Willie Otis Howard  (Oak Ridge, Tennessee, 5 de noviembre de 1956) es un exjugador de baloncesto estadounidense. Con 2.01 de estatura, su puesto natural en la cancha era el de pívot.
Elegido por Milwaukee Bucks en la 4ª ronda del draft de la NBA de 1978 (n.º 80), jugó una temporada en la NBA: inició la temporada 1978-1979 en Milwaukee Bucks pero al cabo de unos cuantos partidos fue traspasado a Detroit Pistons, donde tampoco acabó la temporada pues fue dado de baja. Emigró entonces a Europa donde desarrolló el resto de su carrera deportiva. 
Tras seis temporadas en la Liga italiana fichó por el FC Barcelona donde tan sólo jugó una temporada pero conquistó una Recopa de Europa y un Mundial de Clubs. 
Posteriormente jugó en otros dos equipos de la Liga italiana y dos de la Liga española, antes de retirarse en 1990 como jugador en activo.